# Colostomie
Une colostomie est une sorte de stomie qui permet de relier l'épithélium du côlon à la paroi de l'abdomen à la suite d'un acte chirurgical, pour traiter par exemple un cancer du côlon, un cancer du rectum ou un cancer de l'anus. Ainsi, le transit intestinal est dérivé vers l'extérieur et les matières fécales peuvent arriver dans un appareillage spécifique.
Cet appareillage était anciennement appelé « anus artificiel » même si le seul point commun avec un anus est la possibilité pour la stomie de faire passer les excréments.
Après une colostomie, il est parfois possible de rétablir la continuité de l'intestin. On appelle cela une anastomose. Il en existe deux types :
- l'anastomose iléo-rectale où l'iléon est relié au rectum ;
- l'anastomose iléo-anale où l'iléon est relié directement à l'anus (dans ce cas le rectum est aussi enlevé et l'opération d'ablation est appelée proctectomie).

À la suite d'une anastomose, il existe un risque d'inflammation appelée pochite ou stomite, d'infections (péritonite...) ainsi qu'un risque de fistule dus à une rupture des sutures.